# Kendra Zanotto
Kendra Zanotto (ur. 30 października 1981 w Los Gatos) – amerykańska pływaczka synchroniczna, brązowa medalistka olimpijska z Aten, dwukrotna medalistka mistrzostw świata.
W 2004 reprezentowała swój kraj na igrzyskach olimpijskich, w ich ramach wystąpiła w konkurencji drużyn – razem z koleżankami z zespołu uzyskała w finale wynik 97,418 pkt i zdobyła brązowy medal.
W latach 2001–2003 dwukrotnie startowała w mistrzostwach świata – na czempionacie w Barcelonie zdobyła srebrny i brązowy medal. Była też zdobywczynią złotego medalu igrzysk panamerykańskich w 2003 roku w konkurencji drużyn.